# ロマン・コレイア
ロマン・ロドリゲス・コレイア（Romain Rodrigues Correia 、1999年9月6日 - ）は、フランス・カストル出身のプロサッカー選手。ポルトB所属。ポジションは、ディフェンダー（センターバック）。CFエストレラ・アマドーラ所属のアントニー・コレイアは双子の兄弟である。

## クラブ歴
2018年8月12日、リーガプロのコヴァ・ダ・ピエダーデ戦でプロデビューを果たした。